# Nadelhalter

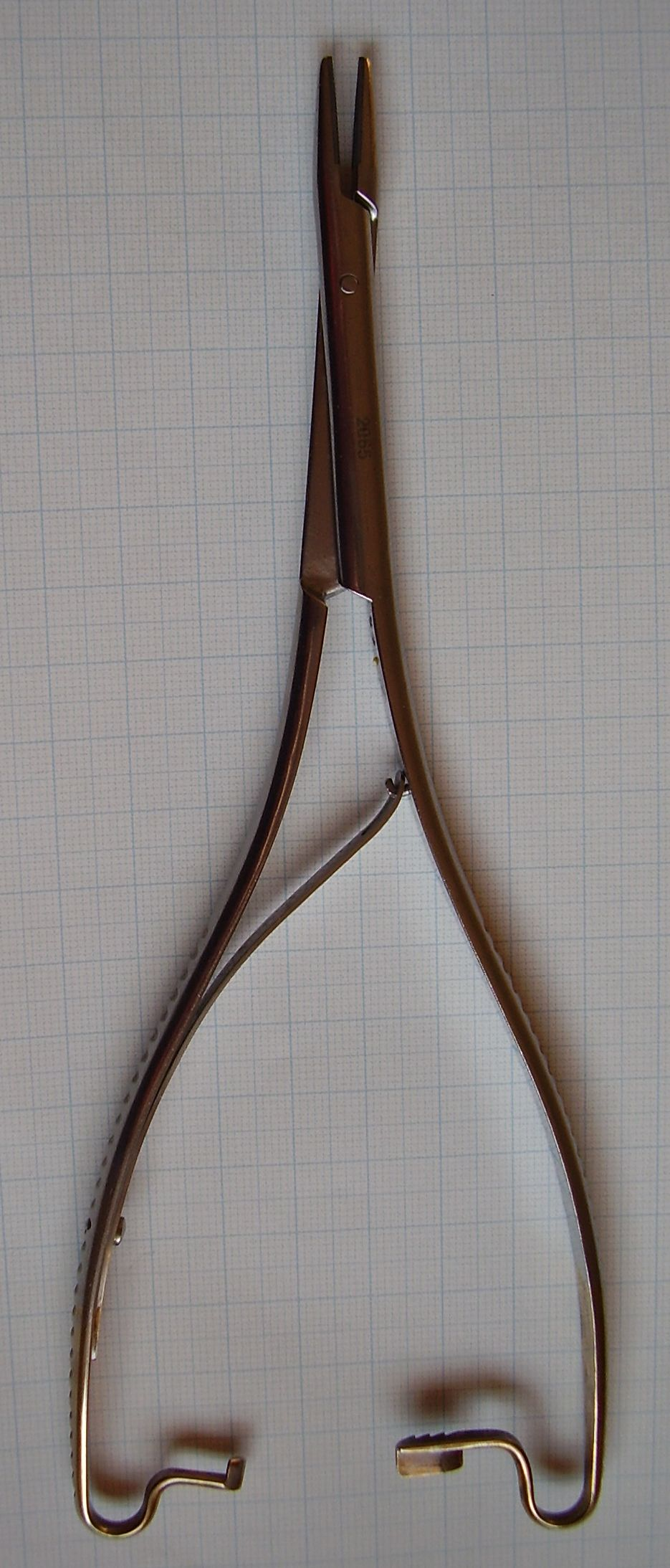
Nadelhalter nach Mathieu

Als Nadelhalter werden chirurgische Instrumente bezeichnet, die beim chirurgischen Nähen die Nadel festhalten. Es existieren verschiedene Typen.

## Aufbau und Funktionsweise
In den operativen Fachgebieten werden Nähte nahezu ausschließlich unter Benutzung eines Nadelhalters angelegt. Die Gründe hierfür liegen zum Ersten in der erforderlichen exakten Kontrolle der Nadeln, zum Zweiten in der Notwendigkeit, Nähte auch in tiefen, schlecht erreichbaren Operationsgebieten anlegen zu können und zum Dritten in der bestmöglichen Vermeidung eines Verletzungsrisikos für den Chirurgen. Nadelstichverletzungen mit Durchspießung des Operationshandschuhs können beim Chirurgen zu Infektionen mit Hepatitis-Viren, HIV und Erregern bakterieller Erkrankungen führen und umgekehrt können beschädigte Handschuhe und Wunden an der Hand des Chirurgen Wundinfektionen beim Patienten hervorrufen. Feine, atraumatische Nadeln lassen sich nur mit einem solchen Instrument fassen und führen. Mit dem Nadelhalter lassen sich Chirurgenknoten leichter durchführen. Die Nadelhalter werden je nach Anwendungsbereich, beispielsweise der Mikrochirurgie, Microdentistry oder Parodontalchirurgie, in verschiedenen Größen angefertigt.
Ein Nadelhalter hat immer spezielle Backen, in denen die Nadel zum Schutz gegen Verrutschen eingespannt wird. Zu diesem Zweck verfügen die Backen oder deren gehärtetes Futter über spezielle Oberflächenstrukturen, sind beispielsweise fischgräten- oder waffelartig geriffelt oder mit einer Rinne versehen, die dem Durchmesser der Nadel angepasst ist. Diese hochpräzisen Einsätze aus Hartmetall nennt man auch Nadelhalterplatten.

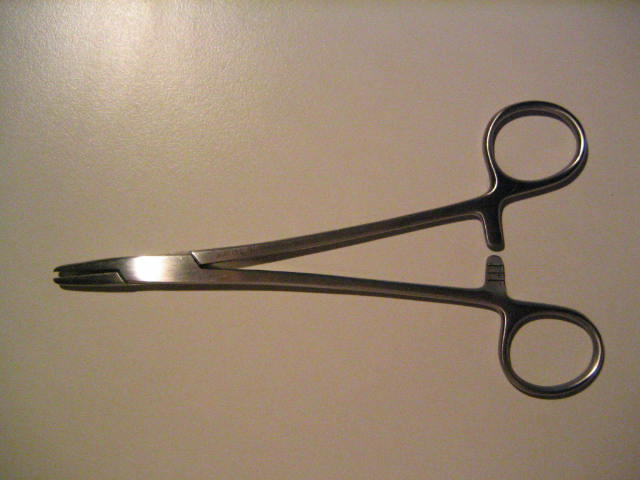
Nadelhalter nach Hegar/Olsen: mit Brillengriff, durchgestecktem Scharnier und Schloss

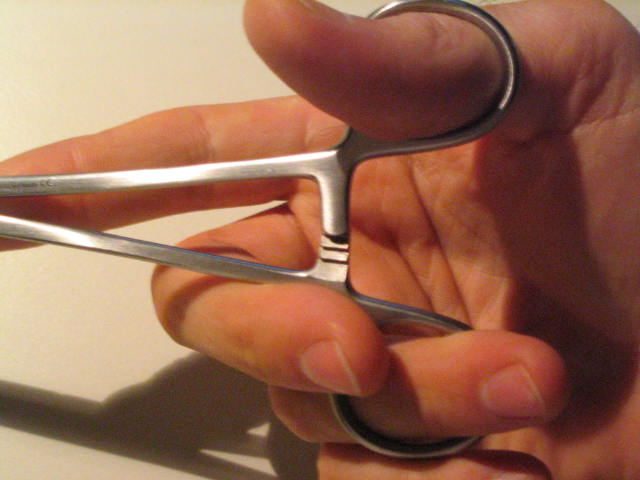
Griff des Hegar-Nadelhalters mit korrekter Handhaltung, das Schloss ist gut sichtbar

Ein Nadelhalter ist in der Regel mit einer Arretierung (dem so genannten Schloss), versehen, die ein ungewolltes Öffnen verhindert. Das Scharnier ist immer doppelt ausgeführt. Dadurch kann sich der Faden nicht am Nadelhalter verfangen und zugleich gewinnt ein Nadelhalter mit sehr langen Branchen (Handbügel), wie er zum Nähen in der Tiefe nötig ist, zusätzliche Stabilität.
Nadelhalter sind in der Regel aus elastischem Edelstahl gefertigt. Da die Branchen beim Halten der Nadel viel Kraft aufnehmen müssen und diese Stähle keine genügend große Oberflächenhärte besitzen, verfügen die meisten Nadelhalter über aufgesetzte Sintermetallbacken.
Mit dem Nadelhalter kann nicht nur genäht, sondern auch geknotet werden. Dazu ist das Äußere der Backen und Schenkel abgerundet, glatt und nichtverhakend gestaltet.

## Verschiedene gebräuchliche Typen
Chirurgen sind bemüht, mit möglichst gut geeigneten Werkzeugen zu arbeiten. Daher wurden und werden viele chirurgische Instrumente von Chirurgen in Zusammenarbeit mit Metallurgen und Werkzeugmachern/Chirurgeninstrumentenmachern entwickelt. Modelle, die weite Verbreitung gefunden haben, werden oft nach ihrem Erfinder benannt. Alle Nadelhalter werden in unterschiedlichen Größen hergestellt, die dem jeweiligen Operationsgebiet und der Faden- bzw. Nadelstärke angepasst ist. Es existieren zahlreiche Modelle von Nadelhaltern, zwei der gebräuchlichsten werden im Folgenden beschrieben.

### Nadelhalter nach Hegar/Olsen
Der älteste aller heute noch in dieser Konfiguration gebräuchliche Nadelhalter ist der Nadelhalter nach Hegar, entwickelt vom Gynäkologen Alfred Hegar (1830–1914). Er ist in der Art einer Fasszange ausgeführt, immer gerade und hat ein Waffelmuster auf den Backen. Die Griffe sind ca. zwei Finger lang und das Scharnier ist durchgesteckt ausgeführt. Am Ende befindet sich eine Sperre mit meistens zwei, bei sehr langen Nadelhaltern drei Rasten. Hegar als gynäkologischer Operateur, benötigte einen Nadelhalter zum Operieren in der Tiefe bei relativ geringer Öffnung des Operationsfeldes. Der relativ lange, schlanke Nadelhalter gewährleistet sichere Führung der Nadel ohne die Sicht auf das Operationsfeld einzuschränken.

### Nadelhalter nach Mathieu

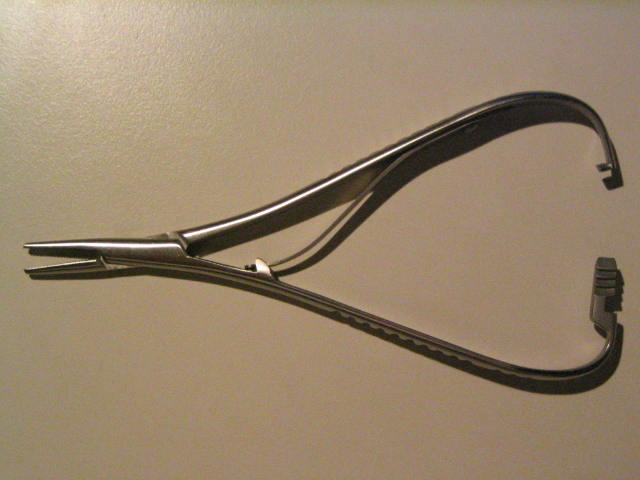
Der Nadelhalter nach Mathieu hat keinen Brillengriff, er spannt sich mit einer Feder in die Hand des Nähenden

Der Nadelhalter nach Mathieu ist viel leichter gebaut als der nach Hegar/Olsen. Aufgrund seines keilförmigen Profils ist er weniger für tiefe Nähte geeignet, sein Vorteil liegt in der schnelleren, leichteren Handhabung. Bei Nähten, die häufiges Umgreifen erfordern (fortlaufende Nähte, Anastomosen etc.), lässt sich ein Zeitgewinn mit geringerem Krafteinsatz erzielen.
Der Nadelhalter nach Matthieu findet auch in der Kieferorthopädie häufige Anwendung bei der Multiband-, Multibrackettechnik.

### Nadelhalter nach Hagedorn

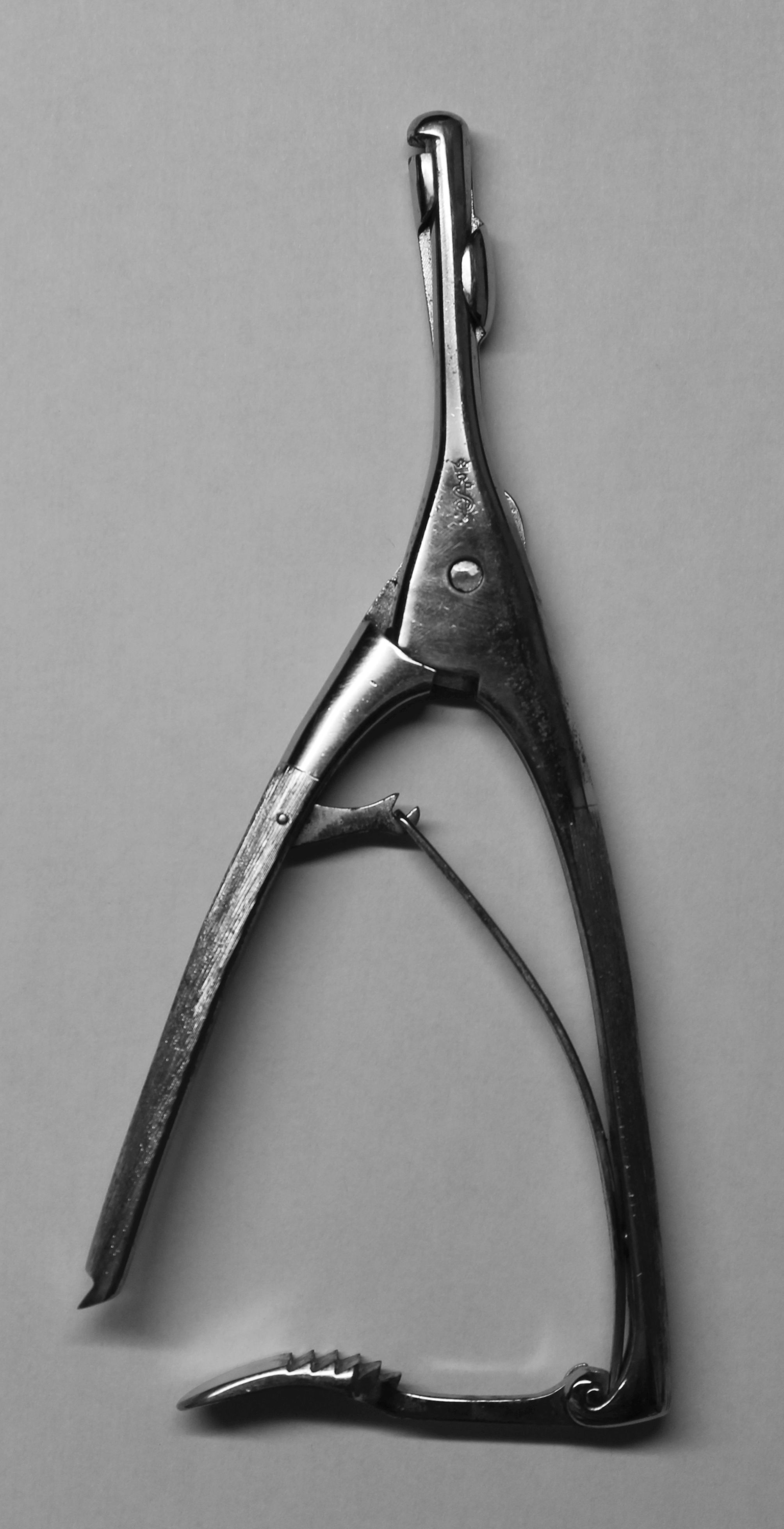
Nadelhalter nach Hagedorn

Werner August Hagedorn (1831–1894) entwickelte einen nach ihm benannten Nadelhalter, den unbequemen „Hagedorn“.